# Власні елементи орбіти
Власні елементи орбіти — параметри, що характеризують орбіту небесного тіла під час його руху під впливом збурень. Власні елементи практично не змінюються з часом, на відміну від оскулюючих елементів, які непостійні і в кожний момент часу визначаються як звичайні елементи орбіти у припущенні, що збурення відсутні. Отже, власні елементи є безпосередніми характеристиками орбіти тіла, не зміненими зовнішніми чинниками.

## Опис

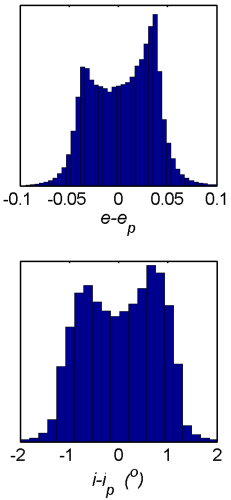
Розподіл різниці між оскулюючим та власним ексцентриситетом (вгорі) та нахилом орбіти (внизу) для астероїдів з великою піввіссю орбіти 2-4 а.о.

### Оскулюючі елементи
В задачі двох тіл орбіта небесного тіла має форму конічного перетину, а форма орбити, її положення в просторі і положення тіла на ній однозначно задаються шістьма параметрами, які називаються елементами орбіти. Один з можливих наборів елементів, який буде використовуватись далі — велика піввісь {\displaystyle a}, ексцентриситет {\displaystyle e}, нахил {\displaystyle I}, довгота висхідного вузла {\displaystyle \Omega }, довгота перицентру {\displaystyle \varpi } і середня довгота {\displaystyle \lambda }.
Однак за наявності більш ніж двох тіл у системі взаємодія між ними призводить до того, що орбіти тіл вже не можна описати в такий спосіб. Однак на практиці, наприклад, у Сонячній системі орбіти планет не надто відрізняються від конічних перетинів, і їх можна описати звичайними елементами орбіти, однак у цьому випадку вони змінюються з часом. Для кожного моменту часу елементи орбіти, які б точно описували рух тіла, якби в цей момент всі збурення зникли, називаються оскулюючими елементами орбіти.

### Функція збурення
Функція збурення — це потенціал гравітаційного взаємодії з іншими тілами системи, крім центрального. Від неї залежить зміна оскулюючих елементів з часом: цей зв'язок виражається за допомогою планетних рівнянь Лагранжа.
Для оцінки того, як змінюються елементи орбіти з часом, можна уявити систему з масивним центральним тілом та двома тілами значно меншої маси. Тоді можна розглянути, як рухатиметься тіло дуже малої маси — пробна частинка — у полі тяжіння центрального тіла, з урахуванням збурень від двох інших тіл. Функцію збурення для пробної частинки можна приблизно виразити через елементи орбіт:
{\displaystyle R=na^{2}\left[{\frac {1}{2}}Ae^{2}+{\frac {1}{2}}BI^{2}+\sum _{j=1}^{2}A_{j}ee_{j}\cos(\varpi -\varpi _{j})+\sum _{j=1}^{2}B_{j}II_{j}\cos(\Omega -\Omega _{j})\right],}
де {\displaystyle n} — середній рух (середня кутова швидкість руху по орбіті), елементи орбіти без індексів відносяться до пробної частинки, з індексами — до збурюючих тіл. Значення {\displaystyle A,A_{j},B,B_{j}} наведені нижче:
{\displaystyle A=n{\frac {1}{4}}\sum _{j=1}^{2}{\frac {m_{j}}{m_{c}}}\alpha _{j}{\bar {\alpha }}_{j}b_{3/2}^{(1)}(\alpha _{j}),}
{\displaystyle A_{j}=-n{\frac {1}{4}}{\frac {m_{j}}{m_{c}}}\alpha _{j}{\bar {\alpha }}_{j}b_{3/2}^{(2)}(\alpha _{j}),}
{\displaystyle B=-n{\frac {1}{4}}\sum _{j=1}^{2}{\frac {m_{j}}{m_{c}}}\alpha _{j}{\bar {\alpha }}_{j}b_{3/2}^{(1)}(\alpha _{j}),}
{\displaystyle B_{j}=n{\frac {1}{4}}{\frac {m_{j}}{m_{c}}}\alpha _{j}{\bar {\alpha }}_{j}b_{3/2}^{(1)}(\alpha _{j}).}
У даних формулах {\displaystyle m_{j},m_{c}} — маси, відповідно, збурюючого тіла з індексом {\displaystyle j} та центрального тіла. {\displaystyle b_{s}^{(j)}(\alpha )} — коефіцієнти Лапласа, визначені наступним чином:
{\displaystyle {\frac {1}{2}}b_{s}^{(j)}(\alpha )={\frac {1}{2\pi }}\int _{0}^{2\pi }{\frac {\cos j\psi d\psi }{(1-2\alpha \cos \psi +\alpha ^{2})^{s}}}.}
Символи {\displaystyle \alpha _{j},{\bar {\alpha }}_{j}} означають:
{\displaystyle \alpha _{j}={\begin{cases}a_{j}<a:a_{j}/a\\a_{j}>a:a/a_{j}\\\end{cases}},}
{\displaystyle {\bar {\alpha }}_{j}={\begin{cases}a_{j}<a:1\\a_{j}>a:a/a_{j}\\\end{cases}}.}
Далі проводиться перехід від елементів орбіти до наступних коефіцієнтів, через які планетні рівняння Лагранжа записуються зручніше:
{\displaystyle h=e\sin \varpi ,}
{\displaystyle k=e\cos \varpi ,}
{\displaystyle p=I\sin \Omega ,}
{\displaystyle q=I\cos \Omega .}
Аналогічно визначаються коефіцієнти {\displaystyle h_{j},k_{j},p_{j},q_{j}} для збурюючих тіл. Тоді вираз для {\displaystyle R} записуються в наступному вигляді:
{\displaystyle R=na^{2}\left[{\frac {1}{2}}A(h^{2}+k^{2})+{\frac {1}{2}}B(p^{2}+q^{2})+\sum _{j=1}^{2}A_{j}(hh_{j}+kk_{j})+\sum _{j=1}^{2}B_{j}(pp_{j}+qq_{j})\right].}
Планетні рівняння Лагранжа в коефіцієнтах {\displaystyle h,k,p,q} записуються так:
{\displaystyle {\dot {h}}={\frac {1}{na^{2}}}{\frac {\partial R}{\partial k}}=Ak+\sum _{j=1}^{2}A_{j}k_{j},}
{\displaystyle {\dot {k}}=-{\frac {1}{na^{2}}}{\frac {\partial R}{\partial h}}=-Ah-\sum _{j=1}^{2}A_{j}h_{j},}
{\displaystyle {\dot {p}}={\frac {1}{na^{2}}}{\frac {\partial R}{\partial q}}=Bq+\sum _{j=1}^{2}B_{j}q_{j},}
{\displaystyle {\dot {q}}=-{\frac {1}{na^{2}}}{\frac {\partial R}{\partial p}}=-Bp-\sum _{j=1}^{2}B_{j}p_{j},}
де точка над символом означає похідну за часом. Величини {\displaystyle h_{j},k_{j},p_{j},q_{j}} визначаються при аналізі руху збурюючих тіл під впливом центрального тіла та іншого збурюючого тіла, і з урахуванням цього система диференціальних рівнянь має розв'язок:
{\displaystyle h=e_{\text{free}}\sin(At+\beta )+h_{0}(t),}
{\displaystyle k=e_{\text{free}}\cos(At+\beta )+k_{0}(t),}
{\displaystyle p=I_{\text{free}}\sin(Bt+\gamma )+p_{0}(t),}
{\displaystyle q=I_{\text{free}}\cos(At+\gamma )+q_{0}(t).}
Тут {\displaystyle t} — час, а {\displaystyle e_{\text{free}},I_{\text{free}},\beta ,\gamma } — константи, які залежать від початкових умов. {\displaystyle h_{0},k_{0},p_{0},q_{0}} — величини, що залежать від параметрів орбіти збурюючих тіл, а також від великої півосі орбіти пробної частинки, але не від інших елементів орбіти. Останні чотири параметри змінюються з часом. Такі ж за формою розв'язки виходять і при розгляді більшої кількості збурюючих тіл.

### Власні елементи
Отримані рішення мають наочну геометричну інтерпретацію. Для цього вводяться такі величини:
{\displaystyle e_{\text{forced}}={\sqrt {h_{0}^{2}+k_{0}^{2}}}},
{\displaystyle I_{\text{forced}}={\sqrt {p_{0}^{2}+q_{0}^{2}}}}.
Спочатку можна розглянути окремий розв'язок {\displaystyle \{h,k\}}. З визначення даних величин випливає, що точка на площині {\displaystyle (k,h)} має радіус-вектор довжиною {\displaystyle e}, що утворює кут {\displaystyle \varpi } з віссю {\displaystyle k}. З урахуванням виду цього розв'язку можна представити його як суму двох векторів: перший з'єднує початок координат з точкою {\displaystyle (h_{0},k_{0})}, має модуль {\displaystyle e_{\text{forced}}} і утворює кут, який можна назвати {\displaystyle \varpi _{\text{forced}}}, з віссю {\displaystyle k}. Другий вектор з'єднує точки {\displaystyle (h_{0},k_{0})} і {\displaystyle (h,k)}, має модуль {\displaystyle e_{\text{free}}} і утворює кут {\displaystyle \varpi _{\text{free}}=At+\beta } з віссю {\displaystyle k}.
Таким чином, зміна оскулюючих елементів орбіти частинки можна представити як рух у площині {\displaystyle (k,h)}. У цих координатах частинка рівномірно рухається по колу з радіусом {\displaystyle e_{\text{free}}} навколо точки {\displaystyle (h_{0},k_{0})}, яка, у свою чергу, переміщується складним чином. Аналогічні міркування та висновки можна отримати для розв'язку {\displaystyle \{p,q\}}. Значення {\displaystyle e_{\text{free}},I_{\text{free}},\varpi _{\text{free}},\Omega _{\text{free}}} називаються власними елементами орбіти, які практично не змінюються з часом, так що їх можна вважати фундаментальними властивостями орбіти частинки. Значення {\displaystyle e_{\text{forced}},I_{\text{forced}},\varpi _{\text{forced}},\Omega _{\text{forced}}} називають збуреними елементами — вони змінюються з часом і залежать від збурень.
Проведений вище аналіз не показує відмінностей між оскулюючою та власною великою піввіссю орбіти, оскільки в ньому не бралися до уваги короткоперіодичні збурення, проте тільки такі збурення впливають на велику піввісь. Оскільки на тривалих проміжках часу внесок короткоперіодичних збурень «усереднюється» і зводиться до нуля, велика піввісь не демонструє довгострокових змін.
Власні елементи є квазі-інтегралами руху та залишаються незмінними протягом дуже тривалого часу. Вони відображають певним чином «усереднені» за часом характеристики руху небесного тіла, у яких виключено вплив коротко- та довгоперіодичних збурень.
Існують різні способи обчислення власних елементів на основі спостережуваних величин. У загальних рисах, для цього спочатку складається модель сил, що діють на досліджуване тіло, проводиться усереднення елементів орбіти за часом, щоб позбутися впливу короткоперіодичних збурень, а потім проводиться обчислення інших збурень і віднімання вимушених елементів від оскулюючих.
Власні елементи широко використовуються для вивчення, наприклад, динаміки поясу астероїдів, а також для поділу астероїдів на сім'ї. У наступній таблиці як приклад представлені власні та оскулюючі елементи Церери на епоху MJD 59800,0 (9 серпня 2022):
|           | {\displaystyle a}, а. е. | {\displaystyle e} | {\displaystyle i}, ° |
| --------- | ------------------------ | ----------------- | -------------------- |
| Власні    | 2,7612                   | 0,115             | 9,660                |
| Оскулюючі | 2,7666                   | 0,0786            | 10,587               |

## Сім'ї Хіраями

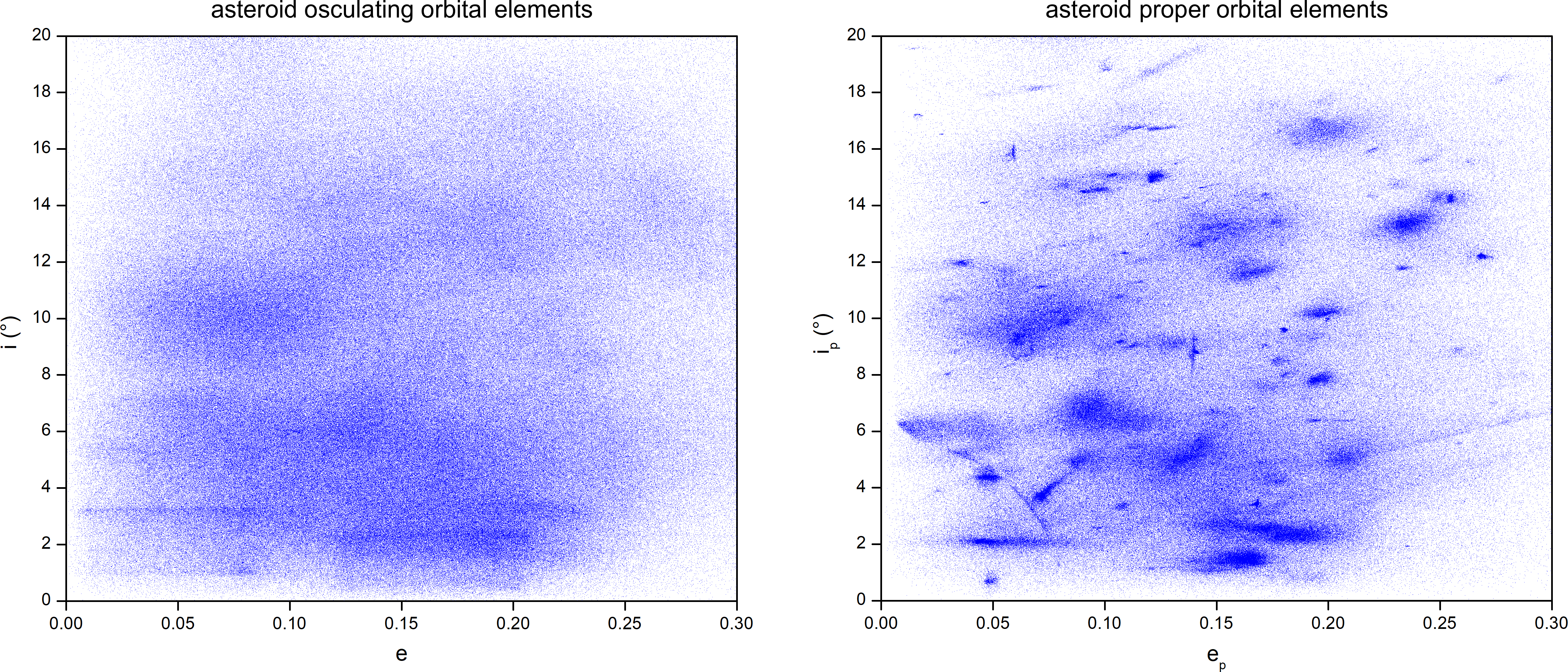
Діаграми, що показують співвідношення між оскулюючими (ліворуч) та власними (праворуч) ексцентриситетом і нахилом орбіти астероїдів. Для власних елементів добре помітні скупчення — сім'ї астероїдів.

У 1918 році Кійоцуґу Хіраяма побудував діаграми ({\displaystyle a}, {\displaystyle e}) та ({\displaystyle a}, {\displaystyle i}) для відомих астероїдів і виявив, що в деяких областях на діаграмі спостерігаються скупчення астероїдів. Спочатку Хіраяма будував діаграми для оскулюючих елементів, але згодом став використовувати власні елементи, для яких скупчення були краще помітні.
Таким чином було виділено безліч сімей, наприклад, сім'ї Феміди, Еос, Короніди, Марії та інші. Вважається, що сім'ї астероїдів виникають при повному або частковому руйнуванні «батьківського» астероїда в результаті зіткнення: фрагменти набувають відносну швидкість, невелику порівняно зі швидкістю руху по орбіті, і залишаються близько одне до одного у фазовому просторі власних елементів орбіти протягом тривалого часу.

## Виноски
1. ↑  
Для останніх двох величин справедливі вирази {\displaystyle \varpi =\Omega +\omega } і {\displaystyle \lambda =M+\varpi }, де {\displaystyle \omega } — аргумент перицентру, {\displaystyle M} — середня аномалія[1].
2. ↑  У більш загальному сенсі збурюючою функцією можна також описувати всі елементи гравітаційного потенціалу, додаткові до того, що виникає в моделі точкового або сферично симетричного центрального тіла. Наприклад, якщо центральне тіло має сплюснуту форму, то викликані цим відмінності потенціалу також можна описувати збурюючою функцією[1][5].
3. ↑  У цій формулі не розглядаються члени, що включають середню довготу. Ця величина змінюється швидко (зі швидкістю орбітального руху), і на тривалих проміжках часу внесок пов'язаних з нею збурень «усереднюється» і зводиться нанівець[1].
4. ↑  Значення {\displaystyle \varpi _{\text{free}},\Omega _{\text{free}}} змінюються з часом, але рівномірно, тому для повного опису системи достатньо додати величини, що описують швидкість зміни цих елементів - частоти, відповідно, {\displaystyle g} і {\displaystyle s}[17].